# Ричард Файнман
Ричард Филипс Файнман (на английски: Richard Phillips Feynman) е един от най-забележителните американски физици на 20 век, наричан най-великият ум след Айнщайн. През 1959 година изнася станалата по-късно световноизвестна лекция на тема нанотехнологии „Има достатъчно място на дъното“ (на английски: There's Plenty of Room at the Bottom). Файнман написва 3-томно издание на „Лекции по физика“, университетски курс, който се ползва и до днес. Разширява чувствително теорията на квантовата електродинамика, за което през 1965 година, заедно с Джулиан Швингър и Шиничиро Томонага, получава Нобелова награда за физика.
Създава диаграми за взаимодействията на елементарни частици, които носят неговото име и имат огромно практическо приложение. Спомага за разработването на атомната бомба с участието си в секретния проект Манхатън в лабораторията в Лос Аламос, Ню Мексико. Участва в дешифрирането на йероглифите на маите и в изясняването на причините за катастрофата на космическата совалка Чалънджър през 1986 година. Притежаващ блестящ ум, любознателност, игрив темперамент и невероятно остроумие, любимец на студентите си. Известен е също така с книгите си „Вие навярно се шегувате, г-н Файнман! – приключенията на един любопитен персонаж“ и „Какво те е грижа какво мислят другите? – по-нататъшните приключения на един любопитен персонаж“. Съвременниците му разказват за увлекателните му лекции, за шегите-закачки, за ексцентричността и свободолюбивия му дух.

## Биографични данни

### Ранни години
Ричард Файнман е роден на 11 май 1918 година в Куинс, Ню Йорк. Семейството му има руски и полски корени, а родителите му са евреи – Ашкенази. От майка си Люсил, която е домакиня, наследява доброто чувство за хумор. Бъдещият учен е повлиян още в детството си от баща си Мелвил, който го стимулира и насърчава любопитството му. Подобно на Алберт Айнщайн той проговаря сравнително късно (на 3-годишна възраст все още не говори). На 10-годишна възраст започва да купува и поправя стари радиоапарати. Когато е на 12, вече поправя радиоапаратите на целия квартал. В училище коефициентът му на интелигентност е 125, което според биографа му Джеймз Глик „не било чак толкова респектиращо“. На 15-годишна възраст усвоява интегралното и диференциално смятане. Според първите му учители той притежава стряскаща леснота за справяне с уравненията, същата, която има и Айнщайн на неговата възраст. Интересни случки от своето детство Файнман описва в автобиографичните книги „Вие навярно се шегувате, г-н Файнман! – приключенията на един любопитен персонаж“ (Surely You're Joking, Mr. Feynman!) и „Смисълът на всичко: Мисли на един гражданин и учен“ (The Meaning of It All: Thoughts of a Citizen Scientist).

### Образование
Завършва Масачузетския технологичен институт през 1939 година и защитава докторска степен през 1942 в Принстън. Става професор в Корнел, а след това и в Калифорнийския технологичен институт. Склонността му да характеризира по интересен начин нещата кара много известни учени да започнат да се съмняват в собствените си теории. Един от въпросите, които задава по времето когато учи анатомията на котките е: Имате ли карта на котката?

### Професионална кариера

#### Проектът Манхатън
Робърт Уилсън убеждава Ричи Файнман (както го наричат колегите му) да се включи в строго секретния проект Манхатън по разработката на атомната бомба. В началото той не е много ентусиазиран от идеята да работи по този проект, но по-късно се съгласява, мотивиран от мисълта, че нацистите може да успеят да изработят бомбата преди останалите. Назначен е за ръководител на група по теоретични изчисления. Поради секретността на проекта, учените които работят в Лос Аламос, са изолирани от останалия свят. За да не скучае, Ричард Файнман измисля различни занимания – едно от тях е да свири на своите барабани „бонго“ в индиански стил, а другото е да се шегува с колегите си като открива комбинациите на техните катинари.
По време на пребиваването си в Ню Мексико той често разговаря с друг известен физик – Нилс Бор, а също така става приятел с ръководителя на проекта Робърт Опенхаймер. Присъства и участва в ядрените тестове „Тринити“ (Trinity).

#### В Корнел
След приключване на Втора световна война и на проекта Манхатън, Ричард Файнман започва работа като професор в Корнел. Той обича да преподава. Често казва, че ако нещо не може да бъде обяснено на ниво студент първи курс, значи все още не е разбрано напълно. Той намира вдъхновение в своите лекции и счита, че контактът със студентите е важен както за тях, така и за него. Смята, че за един учен е самоубийство на кариерата му ако отдаде целия си живот само науката без да я комбинира с преподаване. Твърди че понякога учениците му, са тези които са го връщали към важни въпроси, над които и той е разсъждавал на тяхна възраст но не е могъл да намери отговор, което му е давало стимул да възстанови работата си по тях. Учуден е от факта, че получава предложения за работа от много елитни висши учебни заведения. Той избира Калифорнийския технологичен институт, от една страна заради мекия климат, от друга заради възможността да преподава, а не да се занимава само с изследователска работа. Последното е причината да отхвърли предложението на Принстън.

#### В Калтек
През 1950 Файнман започва работа като професор по теоретична физика в Калифорнийския технологичен институт. Той започва работа по квантова електродинамика, по атомното обяснение на теорията и поведението на течния хелий (при температура около 2К) и по развитието на теорията на слабите взаимодействия (например бета лъчението). Публикува статии за вихрите в свръхфлуидния хелий. Разработва метод на интегрирането по траектории в квантовата механика. Последните му научни занимания са на тема силни взаимодействия (на ниво кварки).
През 1960 е помолен да напише нов учебник по физика. Три години по-късно от печат излиза тритомното издание „Лекции по физика“, курс от лекции за висшите учебни заведения, който се превръща в класика и настолно четиво за много физици.
Диаграмите на Файнман са в основата на теорията на суперструните и М-теорията.
Ричард Файнман се отличава с изключителна оригиналност в мисленето, с остроумие, със свободолюбивия си и независим дух, с нежеланието си да се подчинява на авторитети, с артистичност (научава се да рисува на 44 години) и ексцентричност. Фриймън Дайсън казва за него: полу-гений, полу-палячо, но след това го ревизира на пълен гений, пълен палячо.

#### Анализ на катастрофата с Чалънджър
На 28 януари 1986 година 73 секунди след изстрелването от стартовата площадка се взривява космическата совалка Чалънджър със седем души на борда. Всички загиват. Създадена е президентска комисия за разясняване на причините за катастрофата. В нея се включва и Файнман, основно по настояване на съпругата си. Именно той установява, че причина за трагедията е проблем с уплътненията в горивните резервоари. Пред комисията той демонстрира с елементарен опит, използвайки само кана с вода, лед и клещи, че гумените уплътнения губят еластичността си при ниски температури, това нарушава херметичността и топлите газове нахлуват в камерата. Всичко това се излъчва на живо по телевизията. Известен с неподчинението си на авторитети, Файнман обвинява НАСА, че астронавтите са принесени в жертва на политическите амбиции на ръководството.

### Личен живот
Първата съпруга на Ричард Файнман е Арлийн Грийнбаум, която умира от туберкулоза на 16 юни 1945. След смъртта ѝ е дълбоко съкрушен, опитвайки се да преодолее тъгата със свирене на бонго. През 1952 се жени повторно, за Мари Луиз Бел, но този брак не просъществува дълго. Третата му съпруга е Гуинет Хауарт, англичанка. От този брак има две деца – Карл Ричард, компютърен инженер (роден 1961) и Мишел Катрин (осиновена 1968).
Третата му жена споделя неговия ентусиазъм за приключения и пътешествия. Голям почитател на природата, той извършва с нея пътувания до много места, посещава многократно Мексико и Бразилия. Мечтата на Файнман е да посети Тува, тогава автономна област на СССР (от 1991 Република Тува). Силно е впечатлен от руското изкуство, природата и пощенските им марки с триъгълна форма. Поради бюрократични спънки и Студената война дълго време му отказват. Но той не е човек, който лесно се примирява. Започва да праща писма до руски вестници, свои снимки до кола с регистрационен номер TUVA (Тува) и предлага да изнася безплатни лекции. Със съдействието на професор Андрей Капица, след дългогодишна кореспонденция, Ричард Файнман и неговите колеги получават официална покана от Академията на науките на СССР да посетят Тува, като при това Академията обещава да поеме всички техни разноски. Поканата е подписана на 19 февруари 1988. По ирония на съдбата това се случва 4 дни след неговата смърт. Визитата все пак се осъществява от дъщеря му Мишел, на 8 юни 2009.
Колата, която кара, е изрисувана с негови диаграми, а номерът ѝ е QANTUM. Това е само една от многото причини, поради които е считан за ексцентрик. Някои от другите са увлечението му по парапсихологията, опитите с марихуана и опитите за разчитане на йероглифите на маите. Въпреки че корените му са еврейски, той е атеист и отказва да бъде включван в списъци или книги на хора, класифицирани по расов признак:
| „ | Да се подбират хора, официално одобрени според странни специфични елементи, които произхождат от предполагаема еврейска наследственост е отворена врата към всякакъв вид нелепости на расова основа. Спрях да вярвам, че евреите са „избрана нация“ още на 13. | “ |

Към края на 70-те години се установява, че е болен от две различни и редки форми на рак, най-вероятно последица от участието му в ядрените опити в Лос Аламос. След няколко операции и след като бъбреците му отказват да функционират, Ричард Файнман умира на 15 февруари 1988 година. Студентите му спускат огромен надпис от покрива на Калтех, на който се чете „Обичаме те, Дик“ (We love you, Dick). Погребан е в Алтадина, Калифорния. Последните му думи: 
| „ | Не искам да умирам два пъти. Много е досадно. | “ |